# Cortometrajes de Paolo Sorrentino
Paolo Sorrentino ha cultivado también el formato de cortometraje, además de su filmografía en largometrajes y participación en documentales como L'Aquila 2009:cinque registi tra le macerie de 2009 con el episodio L'assegnazione delle tende, y Napoli 24 con el episodio La principessa di Napoli.
Sus cortometrajes van desde los años 1994 al 2020. Están firmados por él en exclusiva, todos ellos exceptuando Rio, eu te amo (2014) película en el que Sorrentino participa con un capítulo de ocho minutos llamado La fortuna; y también un cortometraje para el proyecto coral de la película Homemade (2020) formada por una colección de cortometrajes en el que Sorrentino particia con la pieza titulada Voyage au out de la nuit.
Sorrentino colaborará en la codirección de su primer corto Un paradiso (1994) junto con su amigo Stefano Russo. La duración de su primer corto será de tan solo dos minutos; en este se nos cuenta que en los momentos previos a la muerte de un ser humano, a este se le pasa ante sí el momento más crucial de su existencia, y lo hace con el ejemplo irónico de un hombre que pretende suicidarse tirándose desde un puente, y que antes de llegar al suelo rememora su actuación en un karaoke.
El segundo cortometraje de Sorrentino será el aplaudido L'amore non ha confini (1998) presentado con éxito en varios certámenes de cortometrajes. Este relato cuenta las peripecias de un sicario llamado Beato Treppiede con la cualidad privativa de tener en las manos una fuerza descomunal. 
Su tercer cortometraje se realizará poco tiempo antes de su primera película Un hombre de más (L'uomo in più) (2001). Este será La notte lunga, historia que estará incluida en una tetralogía de piezas audiovisuales sobre la temática de la droga; a través de personaje de Manolo, peluquero de gente famosa, se nos relata al lugar al que lleva al ser humano, el abusivo consumo de cocaína.     
En 2009 dirigirá La partita lenta (2009), cortometraje realizado en blanco y negro, donde se intentan ensalzar los valores humanos que conlleva el deporte. En 2014 dirigirá dos cortos a tener en cuenta: el proyecto colectivo Rio, eu te amo con el episodio La fortuna y The Dream un cortometraje publicitario. El episodio de La fortuna tiene una duración de ocho minutos y cuenta con actantes de primer nivel como Emily Mortimer y Basil Hoffman. The Dream toma forma como cortometraje para la marca de lujo italiana Bulgari en su treinta aniversario.       
Más tarde, en 2017 dirigirá otro dos cortos publicitarios; uno para el grupo Campari llamado Killer in Red, y otro llamado Piccole avventure romane, en 2018.        
Finalmente, realizará un corto llamado Voyage au bout de la nuit para el proyecto coral Homemade (2020), que se estrenó en la plataforma Netflix.

## Cortometrajes
| Título                                                       | Año  |
| ------------------------------------------------------------ | ---- |
| Un paradiso                                                  | 1994 |
| L'amore non ha confini                                       | 1998 |
| La notte lunga                                               | 2001 |
| Quando la cosa va male- episodio de Giovani talenti italiani | 2004 |
| La partita lenta                                             | 2009 |
| Allo Specchio                                                | 2011 |
| Sabbia                                                       | 2014 |
| The Dream                                                    | 2014 |
| La fortuna- episodio de Rio, eu te amo                       | 2014 |
| Killer in Red                                                | 2017 |
| Piccole avventure romane                                     | 2018 |
| Voyage au bout de la nuit- episodio de Homemade              | 2020 |